# Јукен
Јукен (њем. Jucken) општина је у њемачкој савезној држави Рајна-Палатинат. Једно је од 235 општинских средишта округа Ајфелкрајс Битбург-Прим. Према процјени из 2010. у општини је живјело 185 становника. Посједује регионалну шифру (AGS) 7232246.

## Географски и демографски подаци
Јукен се налази у савезној држави Рајна-Палатинат у округу Ајфелкрајс Битбург-Прим. Општина се налази на надморској висини од 500 метара. Површина општине износи 6,2 km². У самом мјесту је, према процјени из 2010. године, живјело 185 становника. Просјечна густина становништва износи 30 становника/km².